# Kortamojärvi
Kortamojärvi eller Korttamojärvi är en sjö i Finland. Den ligger i kommunen Enare i landskapet Lappland, i den norra delen av landet, 1 000 km norr om huvudstaden Helsingfors. Kortamojärvi ligger 206,6 meter över havet. Arean är 75,5 hektar och strandlinjen är 5,38 kilometer lång. Sjön  ingår i Pasvik älvs huvudavrinningsområde. 